# 圣依纳爵堂 (美因茨)
圣依纳爵堂（Pfarrkirche St. Ignaz）是德国美因茨的一座教堂，位于嘉布遣会大街（Kapuzinerstraße），古典主义风格。它建于1763年至1774年/75年。供奉在公元107年殉道的安提阿主教安條克的依納爵。

## 历史
该堂与圣奥斯定堂（Augustinerkirche）和圣伯多禄堂（Peterskirche）建于同一时期，但没有采用巴洛克风格，正如其砂岩立面所显示的那样，是一座古典主义建筑。

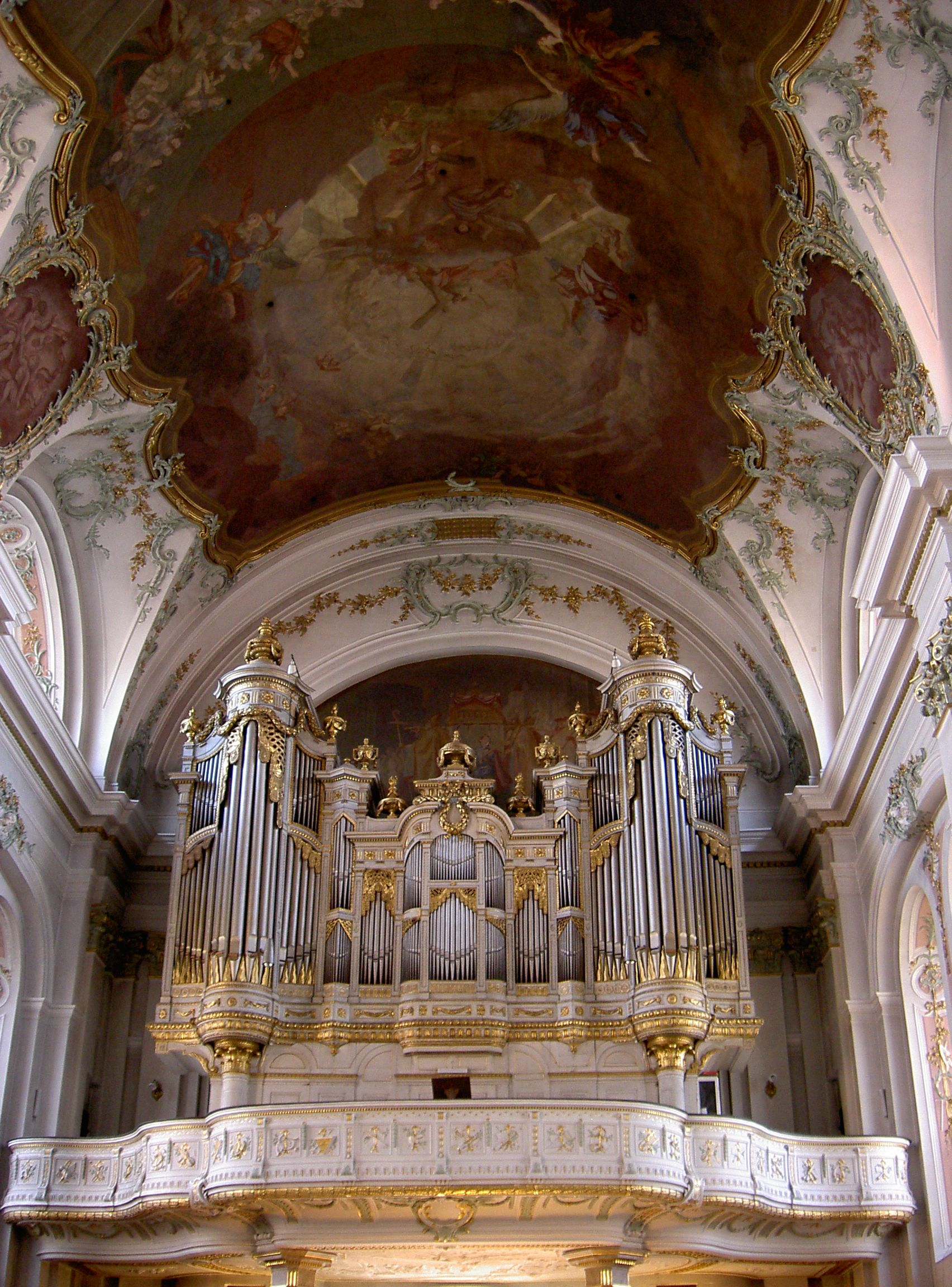
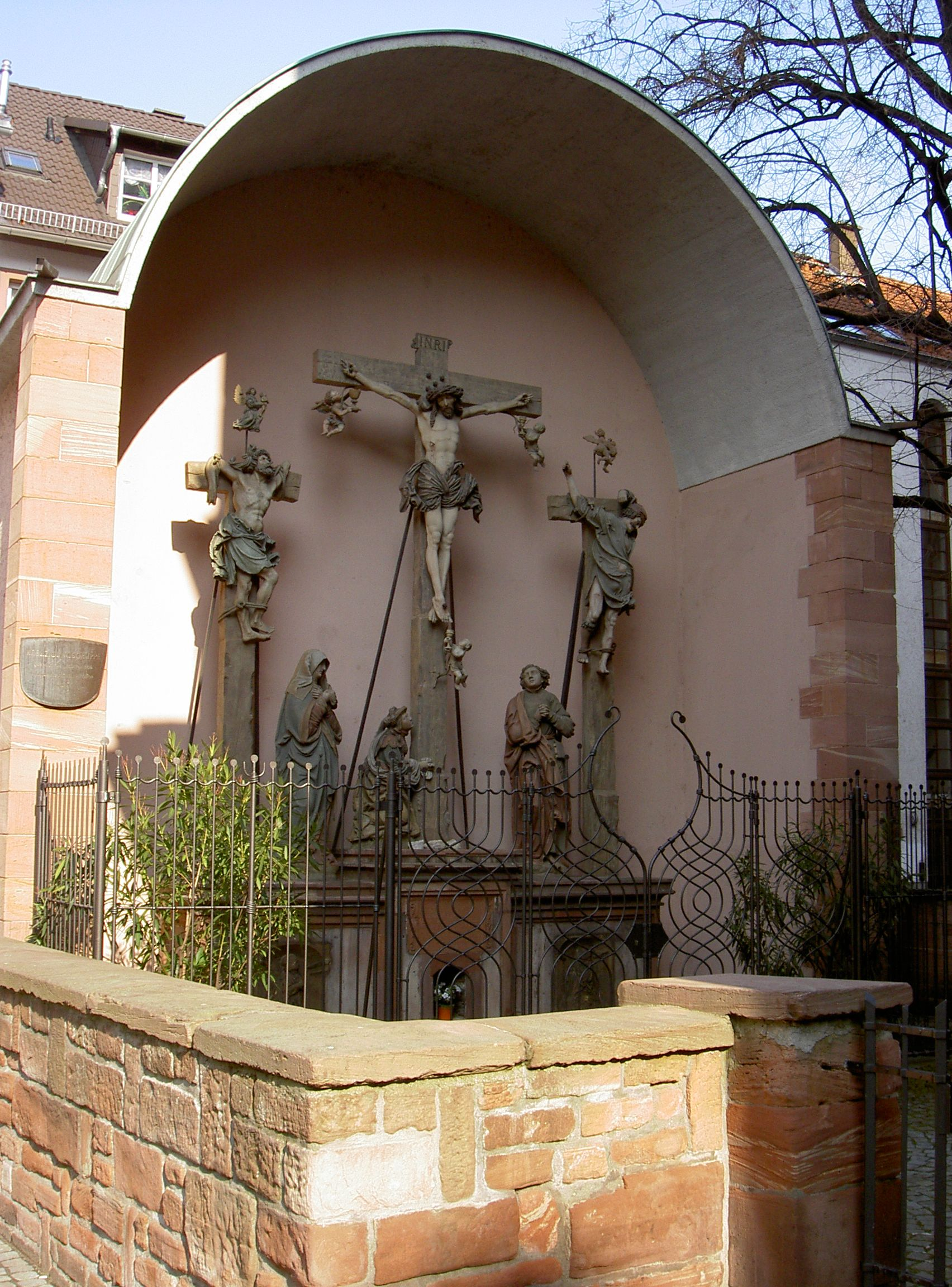
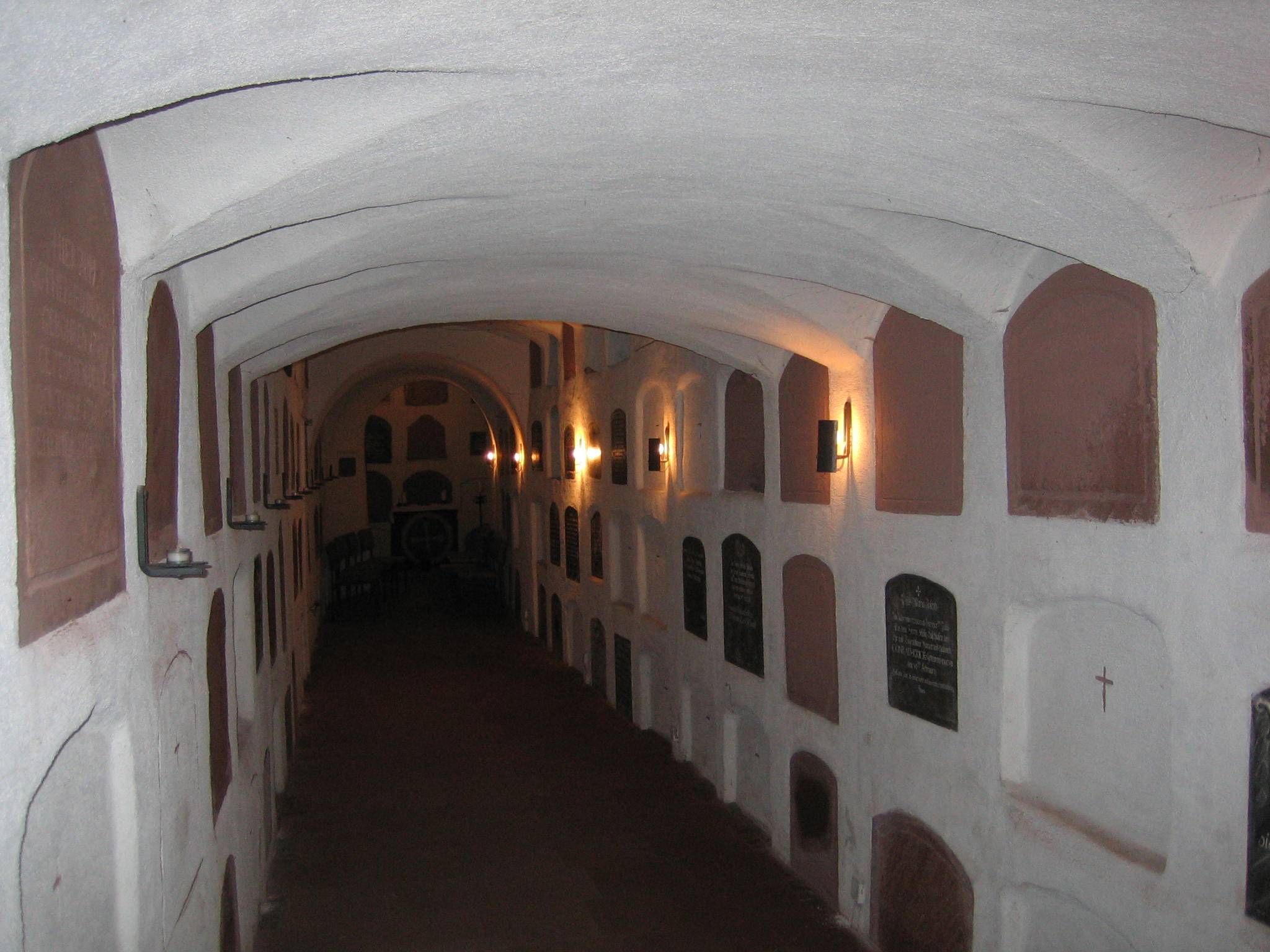
Krypta